# إيرنجين
إيرنجين (ازدهر 1295 م) كان أميرًا قويًا من الكريتيين في الإيلخانات ونائبًا لملك الأناضول؛ ثار أثناء تنافس الولاة في الإلخانات فأُعدم.

## الحياة
كان ابنًا للأمير ساريجا (قد يكون اسمه أيضًا قراءة خاطئة لجورج) وابن أخ دوقوز خاتون ، وبالتالي فهو حفيد توغرول. وصل والده إلى إيران مع هولاكو ودُفن في كنيسة نسطورية في مراغة. وكان له أيضًا أخت تدعى طوقاني أو توقياتاي (توفيت عام 1292) تزوجت على التوالي من هولاكو وأباكا وقونقرتاي [الإنجليزية]. وكانت أخته الأخرى هي أوروك خاتون، التي كانت متزوجة من أرغون. برز كمؤيد لبايدو عندما أطلق سراح ابنه كيبتشاك من بلاط جايخاتو في عام 1295.

## الثورة في عام 1319
أدى التنافس بين إيرينجين وتشوبان إلى مجاورته لكورموشي [الإنجليزية]، أمير كيرايت آخر وقائد حامية المغول في جورجيا. وبصرف النظر عن كونهما من الكيراتيين، كان كل من كوروموشي وإيرينجين مرتبطين بإيل خان تيكودر عن طريق الزواج. ثار القرموشي بعد توبيخه من تشوبان، وذلك بسبب عدم مساعدته لأبي سعيد ضد غزو أوزبك من القبيلة الذهبية.

### العواقب
أثناء المحاكمة في سلطانية، ادعى إرنجين أنه كان يتصرف بناءً على أوامر أبي سعيد، وهو الادعاء الذي رُفض. تم إعدامه في سلطانية، حيث تم إدخال سيخ خشبي من ذقنه إلى دماغه. تم عرض جثة إرنجين لمدة 2-3 أيام وتم إرسال رأسه المقطوع إلى مقاطعات الإلخانات. كما تم قطع رأس ابنه فافادار البالغ من العمر 15 عامًا، في حين دهست الخيول زوجته كونشيك حتى الموت. وفي المجموع تم إعدام 36 أميرًا و7 خاتون، بما في ذلك الأمير طقماق، وقرميشي، والأميرة كونشيك (ابنة تيكودر) وإيرينجين. تم إنقاذ قطلوكشاه خاتون وتزوجها من بولاد قيا، شقيق أمير أوردو قيا. أُعدم الشيخ علي قبل المعركة. 

## الدِيانة
كان إرنجين نسطوريًا، وكان له أيضًا عائلة مسيحية. دُفنت عائلته في كنيسة مار شليطا في مراغة، حيث تبرع لها بعائدات إحدى القرى، ومنع تحويلها إلى مسجد. وقيل أيضًا إنه كان صديقًا مقربًا لمار يهب الله الثالث [الإنجليزية].

## العائلة
كان متزوجًا من ابنة تيكودر كونشيك خاتون (ت. 1319) وكان لديه المزيد من الزوجات بما في ذلك ساريجا التي أنجب منها عدة ذرية:
1. الشيخ علي (ت 1319) - تزوج من ابنة أسن قتلوقة في 28 أبريل 1305
2. قطلقشاه خاتون — مخطوبة 18 مارس 1305 م. 20 يونيو 1305 إلى أولجايتو ، ثم بولاد قيا
3. تورسين خاتون (ت 1324) - متزوجة من دمشق كاجا [الإنجليزية]
4. فافادار (1304 - 1319)

ومن خلال ابنته تورسين خاتون، أصبح سلفًا للجلايريين من جهة الأم.